# Fredrik Karl av Hessen
Fredrik Karl av Hessen-Kassel-Rumpenheim (tyska: Friedrich Karl Ludwig Konstantin von Hessen-Kassel-Rumpenheim, Prinz zu Hessen; 1 maj 1868 på Gut Panker – 28 maj 1940 i Kassel) var en tysk prins och lantgreve. Han är troligen mest känd för att han i oktober 1918 valdes till kung av Finland, en befattning han emellertid aldrig tillträdde och avsade sig i december samma år. I samtida officiella finska dokument kallas han Fredrik Kaarle, men trots det finns det en allmänt utbredd uppfattning att han hade för avsikt att anta kunganamnet Väinö I, en uppgift som ofta nämns även i nutida officiella dokument trots att den varit svår att verifiera historiskt.

## Det finländska kungavalet
Finland förklarade sig självständigt den 6 december 1917, några månader efter att Nikolaj II av Ryssland abdikerat som kejsare. Finland hade varit ett storfurstendöme inom det ryska riket sedan 1809, formellt sett ett eget rike med egna institutioner och lagar ärvda från sin tid som en integrerad del av Sverige, i personalunion med tsaren som statschef. Efter abdikationen saknade Finland statschef och banden till Ryssland var formellt sett brutna. Den 4 januari erkände den ryska bolsjevikregeringen Finlands självständighet men bara några veckor senare inleddes ett inbördeskrig mellan "vita" och "röda" i Finland.
Efter inbördeskriget så beslöt lantdagen (där de flesta socialdemokraterna på grund av sin anknytning till den förlorande röda sidan i inbördeskriget för tillfället var uteslutna) den 9 oktober 1918 att med stöd av 38:e paragrafen i den gustavianska regeringsformen från 1772 välja Fredrik Karl till kung; även de ryska kejsarna hade regerat under denna regeringsform som storfurstar av Finland.
Motståndarna till kungavalet samlade sig kring professor K.J. Ståhlbergs juridiska sakkunskap som hävdade att paragrafen hade blivit obsolet sedan 1809. Valet förrättades med endast 64 lantdagsmän av 200 närvarande.
Valet av en tysk prins till kung av Finland ämnade bekräfta banden mellan Finland och kejsardömet Tyskland, som hade hjälpt den vita sidan i inbördeskriget och som vid tiden för kungavalet ännu inte hade förlorat världskriget. Möjligen fanns rent av tankar på att Finland skulle bli ett tyskt protektorat. Fredrik Karl hade en son som skulle bli en lämplig tronföljare. Fredrik Karl var dock själv tveksam till att bli finländsk kung. Han såg Finlands regeringsform som föråldrad och ifrågasatte det sätt han blivit vald på.
Tysklands nederlag i kriget och Vilhelm II:s abdikation följde emellertid snart efter valet och då syntes det inte längre acceptabelt med en tysk prins på Finlands tron, särskilt som Finland sökte erkännande för sin självständighet även hos första världskrigets segrarmakter. Västmakterna hade samtidigt meddelat att man inte skulle komma att erkänna prinsen av Hessen som finsk kung. Fredrik Karl avsade sig därför tronen via ett brev till Finlands folk den 14 december 1918, detta redan innan han egentligen hade tillträtt sitt ämbete. Pehr Evind Svinhufvud avgick också från posten som riksföreståndare till förmån för den mer västvänlige Gustaf Mannerheim. Mannerheim, en finländsk friherre som fram till 1917 hade varit general i den kejserliga ryska armén, hade kallats till överbefälhavare för de vita i inbördeskriget. Han blev den siste riksföreståndaren och var med och genomdrev den republikanska regeringsformen 1919.
Fredrik Karl av Hessen kom att tillbringa resten av sitt liv som lantgreve i Kassel.

## Fredrik Karls familj

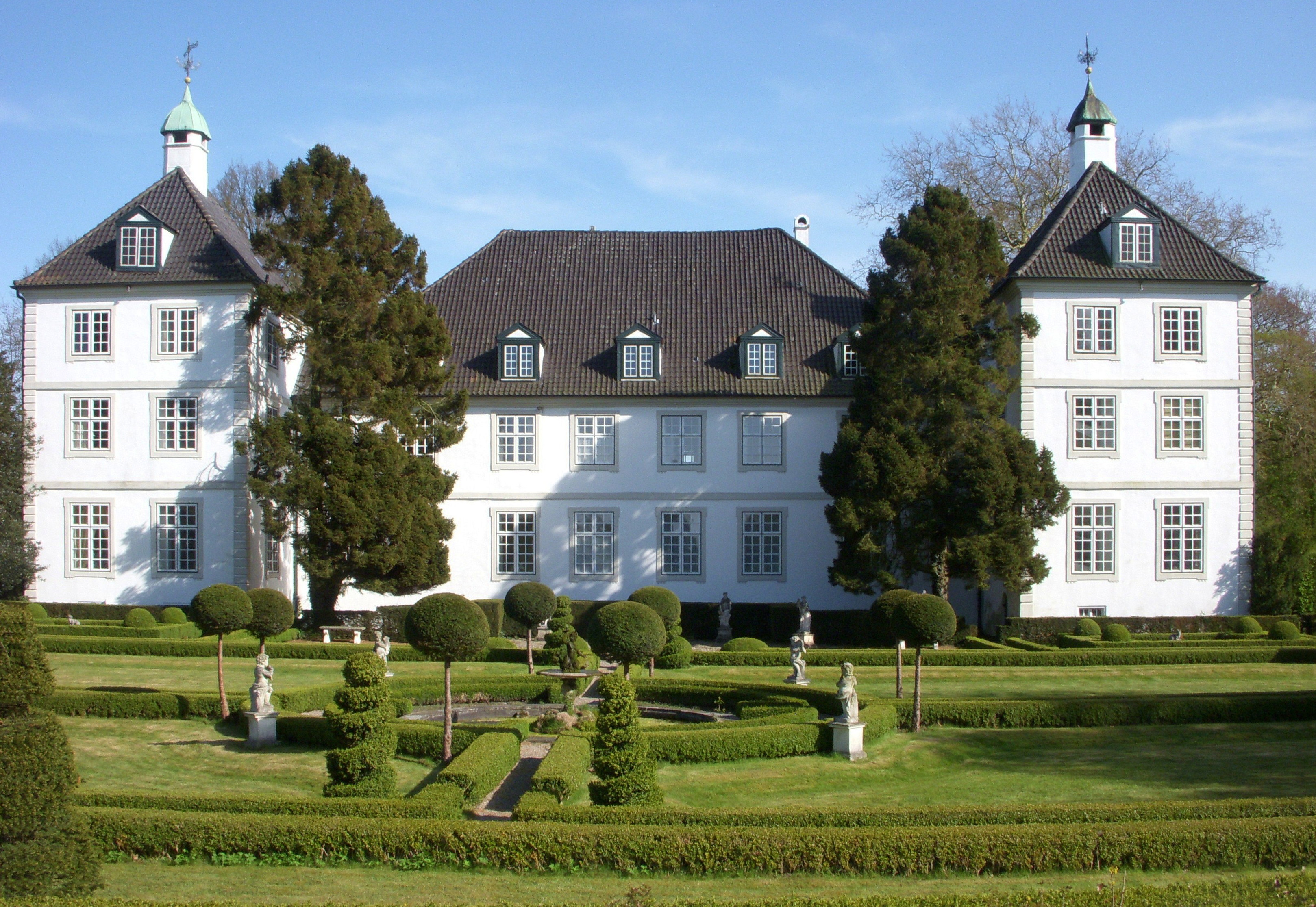
Schloss Panker.

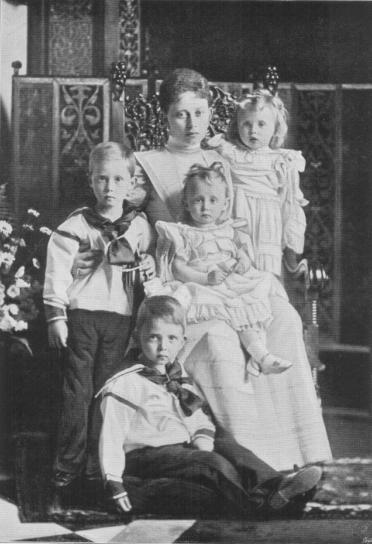
Margareta av Hessen med sina söner.

Fredrik Karl var tredje son till lantgreve Fredrik Wilhelm av Hessen-Kassel och Anna av Preussen. Hans farfars farbror Wilhelm blev kurfurste 1803, kort tid innan Tysk-romerska riket upplöstes. Hans farfars farfars farbror var Fredrik I av Sverige, som var kung på den tiden Sverige även omfattade Finland.
Genom sitt giftermål i Berlin 23 januari 1893 med Margareta av Preussen blev Fredrik Karl svåger till tyske kejsaren Vilhelm II. Denna nära förbindelse till kejsaren var ett av skälen till att han valdes till kung av Finland.
När deras far dog blev Fredrik Karls äldste bror Fredrik Wilhelm överhuvud för huset Hessen och därefter näste bror Alexander. Alexander abdikerade som överhuvud den 15 mars 1925, och efterträddes av Fredrik Karl.

### Barn
Fredrik Karl och hans hustru hade sex barn, varav två tvillingpar:
- Friedrich Wilhelm Sigismund (1893–1916)
- Maximilian Friedrich Wilhelm Georg (1894–1914)
- Philipp av Hessen-Kassel (1896–1980)
- Wolfgang Moritz av Hessen (1896–1989)
- Christoph Ernst August (1901–1943)
- Richard Wilhelm Leopold (1901–1969)

Tre av sönerna stupade i krig, de båda äldsta i första världskriget och den näst yngste i andra världskriget.
Vid Fredrik Karls död efterträddes han av sin äldste överlevande son Philip som släktens överhuvud. Vissa dokument och korrespondens tyder på, att det däremot kanske skulle varit Wolfgang Moritz som skulle ha efterträtt honom på den finska tronen, tydligen för att denne hade möjlighet att följa med till Finland 1918, medan Philip då var i det militära och inte gick att nå.